# Paul Hecker
Paul Hecker (* 5. Dezember 1893 in Bad Oeynhausen; † 17. Mai 1957 in Bremen) war ein deutscher Kaufmann und Mitglied der Bremischen Bürgerschaft (SRP).

## Leben
Nach einer Ausbildung und dreijährigen Berufstätigkeit als kaufmännischer Angestellter studierte Hecker Wirtschafts- und Sozialwissenschaften. 1932 wurde er Abteilungsleiter beim Arbeitsamt in Köln, später in Wesermünde. Im Februar 1935 – angeblich aus politischen Gründen – entlassen, ging er als Seemann auf Ostasienfahrt. Von 1936 bis 1939 war er als selbständiger Diplom-Kaufmann tätig.
1939/40 war er beim Wehrmacht-Fürsorge- und Versorgungsamt tätig. Nach eigenen Angaben wurde er als Oberleutnant wegen „unwürdigen Verhaltens“ entlassen und aus der Offiziersliste gestrichen. Bis 1943 wurde er als Wirtschaftsprüfer zur Organisation Todt dienstverpflichtet und danach als Berater für Privatfirmen eingesetzt.
Nach Kriegsende war er in Wesermünde/Bremerhaven als Wirtschaftstreuhänder tätig.

## Politik
Hecker trat zum 1. August 1932 in die Nationalsozialistische Deutsche Arbeiterpartei ein (Mitgliedsnummer 1.241.325). Der Verlauf seiner Mitgliedschaft ist unklar. Nach eigenen Angaben will er im Februar 1935 seinen Austritt aus der Partei erklärt haben und später formell ausgeschlossen worden sein. Er erhielt jedoch Ende Juli 1943 vom Stab des Stellvertreters des Führers ein neues Mitgliedsbuch mit seiner ursprünglichen Mitgliedsnummer; als Begründung für die Anforderung des Mitgliedsbuches hatte er angegeben, ihm sei eine Aktentasche, in der sich sein Mitgliedsbuch befand, gestohlen worden.
Seine Darlegungen sind allerdings in sich widersprüchlich; die Aushändigung des Ersatzparteibuchs im Sommer 1943 kommt im Entnazifizierungsverfahren nicht zur Sprache, er wurde als „Mitläufer“ eingestuft, nach seinem Einspruch trotz der widersprüchlichen Darlegungen dann als „Entlasteter“.
Für die nationalsozialistisch ausgerichtete Sozialistische Reichspartei saß er von Oktober 1951 bis zu deren Verbot im Oktober 1952 in der Bremischen Bürgerschaft.